# Stylephoridae
La familia Stylephoridae sólo contiene un miembro monotípico, Stylephorus chordatus o pez "gallo".
Se trata de un pez de aguas profundas, ocultándose de la luz del día yendo a las profundidades de luminosidad muy baja, para luego emigrar a la superficie durante la noche, en donde allí captura el plancton del que sustenta. 
Este pez tiene unos característicos ojos tubulares, lo que singinfica que mora en zonas profundas con muy poca luz. De color blanquecino, es un pez largo, con la cola rematada en un largo filamento que le duplica su longitud habitual (30 cm, más 40 cm con la filamentosa cola). La boca pequeña, tubular, se puede extender como un fuelle para sorber el agua y sorber el plancton con el cual, el agua sale de sus agallas, y el plancton queda atrapado por los rastrillos de las mismas.
Su controvertida taxonomía lo pasó de pez escorpeniforme a lampriforme.